# غيل بربر (المضاربة والعارة)

تعديل مصدري - تعديل

غيل بربر هي إحدى قرى عزلة العارة بمديرية المضاربة والعارة التابعة لمحافظة لحج في اليمن، بلغ تعداد سكانها 22 نسمة حسب تعداد اليمن لعام 2004.